# Ain't Your Mama
"Ain't Your Mama" é uma canção da artista musical estadunidense Jennifer Lopez, gravada para seu futuro nono álbum de estúdio ainda sem título divulgado. Foi escrita por Meghan Trainor, Jacob Kasher Hindlin, Theron Thomas, Gamal Lewis, Dr. Luke e Cirkut, sendo produzida pelos dois últimos. O seu lançamento como o primeiro single do disco ocorreu em 7 de abril de 2016, através da Epic Records e da Nuyorican Productions.

## Faixas e formatos
| Download digital |                   |         |  |
| N.º              | Título            | Duração |  |
| 1.               | "Ain't Your Mama" | 3:38    |  |

## Prêmios e indicações
| Ano  | Prêmiação          | Categoria                   | Resultado |
| ---- | ------------------ | --------------------------- | --------- |
| 2016 | LOS40 Music Awards | Melhor Vídeo Internacional  | Indicado  |
| 2016 | LOS40 Music Awards | Melhor Música Internacional | Indicado  |

## Desempenho nas tabelas musicais

### Posições
| Chart (2016–17)                               | Peak position |
| --------------------------------------------- | ------------- |
| Argentina (Monitor Latino)                    | 7             |
| Australia (ARIA)                              | 85            |
| Áustria (Ö3 Austria Top 75)                   | 11            |
| Bélgica (Ultratip Bubbling Under de Flandres) | 19            |
| Bélgica (Ultratop 50 da Valônia)              | 27            |
| Canadá (Canadian Hot 100)                     | 34            |
| República Checa (Rádio Top 100)               | 1             |
| República Checa (Singles Digitál Top 100)     | 39            |
| Dinamarca (Hitlisten)                         | 36            |
| Euro Digital Songs (Billboard)                | 20            |
| Finlândia (Latauslista Download)              | 6             |
| França (SNEP)                                 | 11            |
| Alemanha (Offizielle Deutsche Charts)         | 5             |
| Greece Digital Songs (Billboard)              | 3             |
| Hungria (Dance Top 40)                        | 5             |
| Hungria (Rádiós Top 40)                       | 5             |
| Hungria (Single Top 40)                       | 6             |
| Israel (Media Forest)                         | 5             |
| Itália (FIMI)                                 | 32            |
| Lebanon (The Official Lebanese Top 20)        | 4             |
| Luxembourg Digital Songs (Billboard)          | 5             |
| Países Baixos (Single Top 100)                | 63            |
| Polónia (Polish Airplay Top 100)              | 3             |
| Polónia (Dance Top 50)                        | 36            |
| Poland (Video Chart)                          | 4             |
| Portugal (AFP)                                | 29            |
| Russia Airplay (Tophit)                       | 120           |
| Escócia (Scottish Singles Chart)              | 69            |
| Eslováquia (Rádio Top 100)                    | 3             |
| Eslováquia (Singles Digitál Top 100)          | 20            |
| Slovenia (SloTop50)                           | 16            |
| South Korea (Gaon Chart)                      | 97            |
| Spain (PROMUSICAE)                            | 5             |
| Suíça (Schweizer Hitparade)                   | 16            |
| Suíça (Media Control Romandy)                 | 4             |
| Reino Unido (OCC UK Singles)                  | 182           |
| Estados Unidos (Billboard Hot 100)            | 76            |
| Estados Unidos (Billboard Dance Club Songs)   | 44            |
| Venezuela English (Record Report)             | 8             |
| Venezuela Pop (Record Report)                 | 5             |

 
|

### Charts Anuais
| Chart (2016)                      | Position |
| --------------------------------- | -------- |
| Austria (Ö3 Austria Top 40)       | 48       |
| Belgium (Ultratop Wallonia)       | 88       |
| Denmark (Tracklisten)             | 99       |
| France (SNEP)                     | 38       |
| Germany (Official German Charts)  | 20       |
| Hungary (Dance Top 40)            | 16       |
| Hungary (Rádiós Top 40)           | 17       |
| Hungary (Single Top 40)           | 16       |
| Italy (FIMI)                      | 90       |
| Poland (ZPAV)                     | 21       |
| Spain (PROMUSICAE)                | 15       |
| Switzerland (Schweizer Hitparade) | 45       |

| Chart (2017)            | Position |
| ----------------------- | -------- |
| France (SNEP)           | 181      |
| Hungary (Rádiós Top 40) | 35       |

|}

## Créditos
Todo o processo de elaboração de "Ain't Your Mama" atribui os seguintes créditos:
| - Jennifer Lopez: vocalista principal - Meghan Trainor: composição, vocalista de apoio - Dr. Luke: composição, produção, vocalista de apoio - Gamal Lewis: composição, vocalista de apoio - Theron Thomas: composição | - Cirkut: composição, produção, vocalista de apoio - Jacob Kasher Hindlin: composição - Serban Ghenea: engenharia de mixagem - John Hanes: engenharia de mixagem |

## Histórico de lançamento
| País           | Data                | Formato(s)                       | Gravadora       |
| -------------- | ------------------- | -------------------------------- | --------------- |
| Alemanha       | 7 de abril de 2016  | Download digital                 | Sony            |
| Espanha        | 7 de abril de 2016  | Download digital                 | Sony            |
| Estados Unidos | 7 de abril de 2016  | Download digital                 | Epic, Nuyorican |
| França         | 7 de abril de 2016  | Download digital                 | RCA             |
| Itália         | 7 de abril de 2016  | Download digital                 | Sony            |
| Reino Unido    | 7 de abril de 2016  | Download digital                 | RCA             |
| Estados Unidos | 12 de abril de 2016 | Rádios mainstream                | Epic, Nuyorican |
| Estados Unidos | 12 de abril de 2016 | Rádios rhythmic                  | Epic, Nuyorican |
| Estados Unidos | 10 de maio de 2016  | Rádios mainstream (relançamento) | Epic, Nuyorican |